# Acrophytum claviger
Acrophytum claviger is een zachte koraalsoort uit de familie Alcyoniidae. De koraalsoort komt uit het geslacht Acrophytum. Acrophytum claviger werd in 1900 voor het eerst wetenschappelijk beschreven door Hickson. 